# Grotte du Visage
Die Grotte du Visage (früher auch bekannt als Grotte de Vilhonneur) ist eine Höhle in der ehemaligen französischen Gemeinde Vilhonneur im Département Charente (Region Nouvelle-Aquitaine). In ihr wurden menschliche Überreste, Höhlenmalerei und Petroglyphen  aus dem Gravettien angetroffen.

## Etymologie
Das französische maskuline Substantiv visage bedeutet Gesicht, Angesicht. Dies bezieht sich auf eine in der Höhle angetroffene Höhlenmalerei, die unter Ausnutzung einer natürlichen Konkretion einen Menschenkopf mit Gesicht nachbildet. Die Haare der Figur werden von einem sich bogenförmig teilenden Stalaktiten repräsentiert.

## Geschichte
Die Grotte du Visage ist schon seit längerer Zeit bekannt. Ursprünglich nach dem Fundort als Grotte de Vilhonneur bezeichnet wurde sie auf Grotte du Visage umbenannt, um jede Verwechslung mit der benachbarten Höhle Grotte du Placard zu vermeiden. Die paläolithischen Kunstwerke und die menschlichen Knochenreste wurden im Verlauf von zwei Jahre dauernden Forschungsarbeiten von Höhlenforschern aus La Rochefoucauld unter Gérard Jourdy im Dezember 2005 entdeckt. Ihre Untersuchungen standen unter dem Zeichen der Erforschung des Karstsystems von La Rochefoucauld. Die Ergebnisse wurden vom Kultusministerium 2006 der Öffentlichkeit bekannt gegeben. Die Höhle war zum damaligen Zeitpunkt in Privatbesitz.

## Geographie und Beschreibung
Die Grotte du Visage befindet sich unweit nördlich des Ortskerns von Vilhonneur (21 Kilometer östlich von Angoulême) in einem zum Weiler Les Garennes gehörenden Waldstück, in unmittelbarer Nähe des Cro du Charnier. Sie ist nur 500 Meter von der Grotte du Placard entfernt. Das maximal 255 Meter lange Höhlensystem ist sehr kompliziert aufgebaut. Sein tiefster Punkt befindet sich gut 30 Meter unter der Oberfläche. Die unterschiedlichen Niveaus stehen über drei Sinklöcher miteinander in Verbindung. Der Zugang erfolgt über ein Sinkloch, das zu einem 40 Meter langen Saal mit einem kleinen unterirdischen See führt. Von hier erfolgt ein Abstieg durch das Sinkloch Puits du Vent in die hinteren, tiefer gelegenen Höhlenteile, in denen die interessanten Funde getätigt wurden.

### Funde
Neben dem Gesicht enthält die Grotte du Visage auch Petroglyphen, darunter beispielsweise 10 rote, nur wenige Quadratzentimeter große Punkte (6 darunter waren teilweise von Calcit überzogen) und 8 schwarze stabförmige Zeichen sowie das sehr schöne, von schwarzer Farbe umrandete Negativ einer linken (?) Hand, deren Daumen seltsamerweise verdoppelt dargestellt ist. Das Handnegativ befindet sich am Eingang zum Hauptsaal, auch Salle des Peintures genannt. Es ähnelt in seiner stilistischen Ausgestaltung sehr den Handnegativen von Pech Merle, die als frühes Gravettien angesehen werden.
Die jungpaläolithischen Künstler hatten es immer hervorragend verstanden, natürliche Unebenheiten in der Wand für die Positionierung ihrer Werke auszunutzen und gewisse Charaktermerkmale der dargestellten archaischen Tiere – Pferde, Raubkatzen, Bären und Rentiere – hervorzuheben. Auch wenn die Abbildungen in der Grotte du Visage nicht so spektakulär sind wie in anderen bemalten Höhlen, so tragen sie dennoch dazu bei, unser Wissen über die damalige Kultur des Gravettiens zu bereichern.
In einem Nebensaal wurden menschliche Knochenreste (Wirbel, Schienbein und Schulterblatt) unter einem Schutthaufen entdeckt. Ganz in der Nähe erschienen auch Knochenreste von Ungulaten und eines Pferds. Es kam ferner ein menschlicher Schädel zum Vorschein (Vilhonneur I). Er war in perfektem Zustand, es fehlte nur der Unterkiefer. Er befand sich am Ende eines engen Gangs in einer kleinen Nebenhöhle, die vom Hauptsaal aus zugänglich war. Es handelt sich um einen jugendlichen Homo sapiens, erkennbar an Details des Schädels. Offensichtlich war der Schädel hier absichtsvoll deponiert worden, es ist aber noch nicht ersichtlich, ob die Knochen und der Schädel tatsächlich zu ein und demselben Individuum gehörten. Ferner wurden fünf Hyänenskelette in dem nahegelegenen, 9 Quadratmeter großen Salle des Hyènes entdeckt, sie dürften jedoch älter als die Malereien sein.

## Geologie
Anstehend sind hier Jurasedimente des nördlichen Aquitanischen Beckens – flach liegende Kalke des unteren und mittleren Bajociums. Diese bilden gegenüber dem holozänen Alluvium der etwas weiter östlich vorbeimäandrierenden Tardoire eine Steilwand. Das Bajocium zeigt starke Verkarstungserscheinungen mit zahlreichen Höhlenbildungen in der Umgebung von Vilhonneur.

## Datierung
Aufgrund von stilistischen Vergleichen werden die Kunstwerke dem Jungpaläolithikum zugeordnet, genauer dem von 28.000 bis 22.000 Jahre vor heute dauernden Gravettien. Sie sind somit älter als die Abbildungen in Lascaux.
Die menschlichen Knochen und die Hyänenknochen konnten mit der Radiokohlenstoffmethode datiert werden. Die menschlichen Knochen erbrachten 27.000 Jahre vor heute. Die Hyänenknochen waren etwas älter und ergaben 28.000 Jahre vor heute. Letztere dürften ungefähr dasselbe Alter wie die Malereien haben. Möglicherweise war die Grotte du Visage der Bestattungsort einer bedeutenden Persönlichkeit, die nach einem ganz spezifischen Ritus beigesetzt worden war. 

## Bedeutung
Die Bedeutung der Grotte du Visage liegt in der Assoziation von Höhlenmalereien des Gravettiens und menschlichen Knochenresten. In dieser Hinsicht kommt ihr nur noch die Höhle von Cussac gleich.

## Schutzmaßnahmen
Die Grotte du Visage befindet sich in Privateigentum. Ihr Zugang ist auf wenige Besuche mit sehr kleiner Gruppenstärke im Jahr begrenzt. Die Besuche werden vom Eigentümer organisiert.